# Colney Street
Colney Street – wieś w Anglii, w hrabstwie Hertfordshire. Leży 21 km na południowy zachód od miasta Hertford i 27 km na północny zachód od centrum Londynu.